# SICAM PAS
SICAM PAS (Power Automation System) — программное обеспечение, разработанное подразделением автоматизации энергоснабжения компании Siemens (департаментом Power Transmission and Distribution — PTD) для решения задач телеконтроля и телеуправления в электроэнергетике.
SICAM PAS имеет возможность бесшовной интеграции с системами управления Siemens, в соответствии с исповедуемым Siemens принципом полностью интегрированной автоматизации (Totally Integrated Automation — TIA). Это дает возможность объединения АСУТП и систем диспетчерского управления и устранения избыточных взаимодублирующих элементов.
В состав базовых технологических функций, реализуемых системой на основе ПТК SICAM PAS, входит: прием и первичная обработка информации о текущих режимах, состоянии оборудования и технологических событиях; контроль текущего режима и состояния главной схемы и подсистем (щиты постоянного тока, щиты собственных нужд); регистрация событий; мониторинг и анализ текущего состояния оборудования; обмен информацией с вышестоящими уровнями управления режимами и эксплуатацией электрических сетей; архивирование информации и её ретроспективный анализ.  Архивная копия от 1 октября 2020 на Wayback Machine

## Состав ПО
SICAM PAS имеет модульную структуру, обеспечивающую высокую степень адаптации к специфике решаемых задач. Программное ядро SICAM PAS реализует функции конфигурирования, отладки и диагностики системы, сбора данных и преобразования протоколов. Ядро системы может дополняться опциональными компонентами.
Основными опциональными дополнениями к ядру ПО являются коммуникационные протоколы для связи с центрами управления, с подстанциями и устройствами присоединений.
SICAM PAS реализует связь с центрами управления верхнего уровня посредством использования следующих протоколов:
- МЭК 60870-5-101 (Slave);
- МЭК 60870-5-104 (Slave);
- DNP v3 (Slave);
- OPC (Server).

SICAM PAS реализует коммуникации с устройствами присоединений и подстанциями посредством использования следующих протоколов:
- МЭК 61850;
- МЭК 60870-5-103 (Master);
- МЭК 60870-5-101 (Master);
- PROFIBUS DP;
- PROFIBUS FMS;
- DNP v3 (Master);
- SINAUT LSA (Master);
- Modbus;
- OPC (Client).

## Графические компоненты ПО

### SICAM PAS UI — Configuration
Системный компонент SICAM PAS UI — Configuration используется для конфигурации системы, а также для обмена данными конфигурации

#### Обмен конфигурациями
Функции импорта и экспорта позволяют обмениваться данными конфигурации. Данная возможность в значительной степени снижает трудозатраты и препятствует возникновению ошибок при конфигурации и параметрировании системы.
В SICAM PAS имеется возможность импортировать данные конфигурации устройств присоединения и устройств защиты в формате DBF, XML или SCD, а также данные конфигурации подстанций — в формате XML.
Данные конфигурации, созданные в SICAM PAS для соединения станционного устройства сбора и передачи информации с центрами управления верхнего уровня через МЭК 60870-5 можно экспортировать в формате XML, а затем импортировать их через систему управления.
Данные конфигурации, необходимые для визуализации процесса посредством SICAM PAS СС экспортируются в формате PXD.

### SICAM PAS UI — Operation
SICAM PAS UI — Operation — это графическое представление среды исполнения для текущей конфигурации проекта. Помимо выполнения задач графического представления всех компонентов системы (приложения, интерфейсы, устройства), SICAM PAS UI — Operation дает возможность управления самими компонентами (например, останов/запуск опроса устройства или всех устройств интерфейса).

### Soft PLC
Виртуальный контроллер Soft PLC позволяет, помимо задач сбора и передачи информации, реализовать функции дорасчета требуемых данных и дает возможность дополнить или проконтролировать диспетчерское управление автоматическим. Для решения данного класса задач автоматизации SICAM PAS предлагают использование специализированных автоматизированных функций (Automation). Автоматизированные функции могут быть сформулированы через языки CFC (Continuous Flow Chart), STL (Statement List), SFC (Sequential Function Chart), а также структурированный текст ST (Structured Text).

### SICAM PAS Feature Enable
С помощью приложения Feature Enabler имеется возможность выбрать приложения (например, коммуникационные протоколы), которые используются в системе.

### SICAM PAS User Administrator
Компонент SICAM PAS User Administrator используется для определения и контроля полномочий (прав доступа) пользователей, позволяющих последним обращаться к отдельным компонентам SICAM PAS и к функциям системы в режиме исполнения.

## Опыт внедрения
- АСУЭ компрессорных станций Жирновская, Каменск-Шахтинская, Новоарзамасская. Системный интегратор ОАО «НПО „Промавтоматика“».[1]
- АСУТП ПС Воронежская 500 кВ, ПС Камбарка 110/10 кВ, ПС Алюминиевая 500 кВ. Системный интегратор ЗАО «Научно-Производственная Компания „Дельфин-Информатика“».[2]
- АСУТП ПС 500кВ «Алюминиевая», ПС 500 кВ «Липецкая». ООО «КИНЕФ» ЗГПН. Системный интегратор ЗАО «СИНЕТИК».[3]
- АСУ ТП подстанций Петербургского Энергокольца.

## Информация от разработчиков
Мнение о продукте на сайте PTD:

«Создав SICAM PAS, мы создали самую современную интероперабельную систему автоматизации энергообеспечения, совместимую с системами, используемыми Вами в настоящее время.»